# Кварса
Ква́рса (рос. Кварса) — присілок (деревня) у Воткінському районі Удмуртії, Росія.
Населення становить 1682 особи (2010, 1569 у 2002).
Національний склад (2002):
- росіяни — 74 %

Урбаноніми:
- вулиці — Жовтнева, Залізнична, Лучна, Молодіжна, Першотравнева, Північна, Піонерська, Пролетарська, Радянська, Санталова, Східна
- провулки — Вокзальний, Колгоспний, Польовий, Шкільний

В селі знаходиться залізнична станція Кварса. Діє Кварсинське професійне училище №14.